# Hailey Duke
Hailey Duke (Sun Valley (Idaho), 17 september 1985) is een Amerikaans voormalig alpineskiester. Ze nam eenmaal deel aan de Olympische Winterspelen, maar behaalde geen medaille. 

## Carrière
Duke maakte haar wereldbekerdebuut in november 2007 tijdens de slalom in Panorama Mountain Village. Ze stond nog nooit op het podium van een wereldbekerwedstrijd.
Op de Olympische Winterspelen 2010 in Vancouver nam ze deel aan de slalom. Ze eindigde op een 30e plaats

## Resultaten

### Wereldkampioenschappen
| Jaar | Plaats            | Resultaten |
| ---- | ----------------- | ---------- |
| 2009 | Val-d'Isère       | 41e Slalom |
| 2015 | Vail/Beaver Creek | 28e Slalom |

### Olympische Spelen
| Jaar | Plaats    | Resultaten |
| ---- | --------- | ---------- |
| 2010 | Vancouver | 30e Slalom |

### Wereldbeker

#### Eindklasseringen
| Seizoen   | Algm | SL  |
| --------- | ---- | --- |
| 2008/2009 | 77e  | 27e |
| 2009/2010 | 113e | 47e |